# Communauté de communes de l’Embrunais
Die Communauté de communes de l’Embrunais war ein französischer Gemeindeverband mit der Rechtsform einer Communauté de communes im Département Hautes-Alpes in der Region Provence-Alpes-Côte d’Azur. Sie war nach der Landschaft Embrunais benannt, wurde am 28. Dezember 1993 gegründet und umfasste acht Gemeinden. Der Verwaltungssitz befand sich im Ort Embrun.

## Historische Entwicklung
Am 1. Januar 2017 wurde der Gemeindeverband mit der Communauté de communes du Savinois Serre-Ponçon sowie den Gemeinden Chorges (aus der Communauté de communes de la Vallée de l’Avance) und Pontis (aus der Communauté de communes Vallée de l’Ubaye) zur neuen Communauté de communes Serre-Ponçon zusammengeschlossen.

## Ehemalige Mitgliedsgemeinden
1. Baratier
2. Châteauroux-les-Alpes
3. Crévoux
4. Crots
5. Embrun
6. Les Orres
7. Saint-André-d’Embrun
8. Saint-Sauveur

## Aufgaben
Zu den Aufgaben des Gemeindeverbandes gehörten neben der Förderung des Tourismus und somit der Wirtschaftsentwicklung auch die Abfallwirtschaft und die Unterhaltung der Sport- und Kultureinrichtungen. Daneben beschäftigte sich die Communauté de communes mit dem Erhalt denkmalgeschützter Gebäude.